# Hindustaní caribeño
El hindustaní caribeño o indostánico caribeño es una lengua indioaria hablada por indocaribeños y la diáspora indocaribeña. Se basa principalmente en los dialectos bhoshpuri y awadhi. Estos dialectos hindustaníes eran hablados por los indios que llegaron al Caribe como inmigrantes provenientes de la India como trabajadores no abonados. La lengua está estrechamente relacionada con el hindi fiyiano y el bhoshpuri-hindustaní que se habla en Mauricio y Sudáfrica.
Puesto que la mayoría de trabajadores procedían de la región de Bhoshpur en Bihar, Uttar Pradesh y Jharkhand, y de la región de Awadh en Uttar Pradesh, el hindustaní caribeño está influenciado principalmente por el bhoshpuri, el awadhi y otros dialectos indo-orientales-bihari. El hindustaní o indostánico estándar (hindi estándar, urdu estándar) ha influido asimismo en la lengua gracoas a la llegada de películas y música de Bollywood y otros medios de la India. También existe una influencia menor del tamil y otras lenguas drávidas. La lengua también ha tomado prestadas muchas palabras del neerlandés y el inglés en Surinam y Guyana, y del inglés y el francés en Trinidad y Tobago. Se han acuñado muchas palabras exclusivas del hindustaní caribeño para adaptarse al nuevo entorno en el que viven actualmente los indocaribeños. Tras la introducción del hindustaní estándar al Caribe, muchos indocaribeños consideraron que el hindustaní caribeño era una versión chapurreada del hindi; no obstante, a raíz de investigaciones académicas posteriores, se consideró que se derivaba del bhoshpuri, el awadhi y otros dialectos y, de hecho, no era una lengua chapurreada, sino un propio idioma único que se deriva principalmente de los dialectos Bhoshpuri y Awadhi, y no del dialecto Khariboli como fue el caso del hindi y el urdu estándar, y de ahí la diferencia.
El hindustaní caribeño es usado como lengua vernácula por los indocaribeños, independientemente de su origen religioso. A la hora de escribirlo, los hindúes usan el alfabeto devanagari, mientras que algunos musulmanes tienden a usar el alfabeto perso-árabe en el estilo caligráfico Nastaliq siguiendo el alfabeto urdu; históricamente, la caligrafía Kaithi también fue utilizada. Sin embargo, debido al declive de la lengua, estas caligrafías no se usan ampliamente y, con mayor frecuencia, se usa el alfabeto latino debido a su familiaridad y facilidad.
Música chutney, chutney soca, chutney parang, baithak gana, música folclórica, música clásica, algunas canciones religiosas hindúes, algunas canciones religiosas musulmanas e incluso algunas canciones religiosas cristianas indias se cantan en hindustaní caribeño, a veces mezcladas con inglés en el Caribe anglófono o neerlandés en Surinam y el Caribe neerlandés.

## Hindustaní guyanés
El hindustaní caribeño de Guyana es conocido como hindustaní guyanés, bhoshpuri guyanés o Aili Gaili. Es hablado por algunos miembros de una comunidad de 300.000 indoguyaneses, principalmente por la generación mayor. El dialecto hindustaní nickeriano-berbiciano del hindustaní guyanés y del sarnami se habla en Berbice Oriental-Corentyne en Guyana y en el distrito vecino de Nickerie en Surinam.

## Hindustaní trinitense
La variante que se habla en Trinidad y Tobago es conocida como hindustaní trinitense, hindustaní de Trinidad, bhoshpuri de Trinidad, hindi de Trinidad, indio, hindustaní de plantación o Gaon ke Bolee (habla de aldea). La mayoría de los primeros inmigrantes indios llegados como trabajadores no abonados hablaban los dialectos bhoshpuri y awadhi, que a la postre se convirtieron en el hindustaní de Trinidad. En 1935, se empezaron a exhibir películas indias al público en Trinidad. La mayoría de las películas indias estaban en el dialecto indostánico estándar (hindi-urdu) y esto modificó ligeramente el hindustaní de Trinidad al agregar frases y vocabulario en hindi y urdu estándar al hindustaní de Trinidad. Las películas indias también revitalizaron el hindustaní entre los indotrinitenses. El gobierno colonial británico y los terratenientes mostraron desdén y desprecio por los idiomas hindustaní e indio en Trinidad. En consecuencia, muchos indios lo vieron como una lengua chapurreada que los mantenía en la pobreza y limitados a los cañaverales, y no lo transmitieron como lengua materna, sino como lengua heredada, ya que preferían el inglés como una forma de salida. Alrededor de mediados y finales de la década de 1960, la lingua franca de los indotrinitenses cambió del hindustaní de Trinidad a una especie de versión hindinizada del inglés. En la actualidad, el hindustaní sobrevive a través de formas musicales indo-trinitenses tales como el bhajan, la música clásica india, la música folclórica india, la música filmi, la música pichakaree, la música chutney, el chutney soca y el chutney parang. Para 2003, había alrededor de 15,633 indotrinitenses que hablaban hindustaní de Trinidad y, para 2011, había alrededor de 10.000 que hablaban hindi estándar. Muchos indo-trinitenses hoy hablan un tipo de «hinglés» que consiste en inglés de Trinidad y Tobago que está fuertemente entrelazado con vocabulario y frases indostaníes trinitenses y muchos indotrinitenses pueden recitar frases u oraciones en hindustaní en la actualidad. Hay muchos sitios en Trinidad y Tobago que tienen nombres de origen hindustaní. Algunas frases y vocabulario se han abierto camino incluso en el dialecto criollo inglés y en inglés mayoritario del país. El Día Mundial del Hindi se celebra cada año el 10 de enero con eventos organizados por el Consejo Nacional de la Cultura India, la Fundación Hindi Nidhi, el Alto Comisionado de la India, el Instituto Mahatma Gandhi para la Cooperación Cultural y el Sanatan Dharma Maha Sabha.

## Hindustaní sarnamí

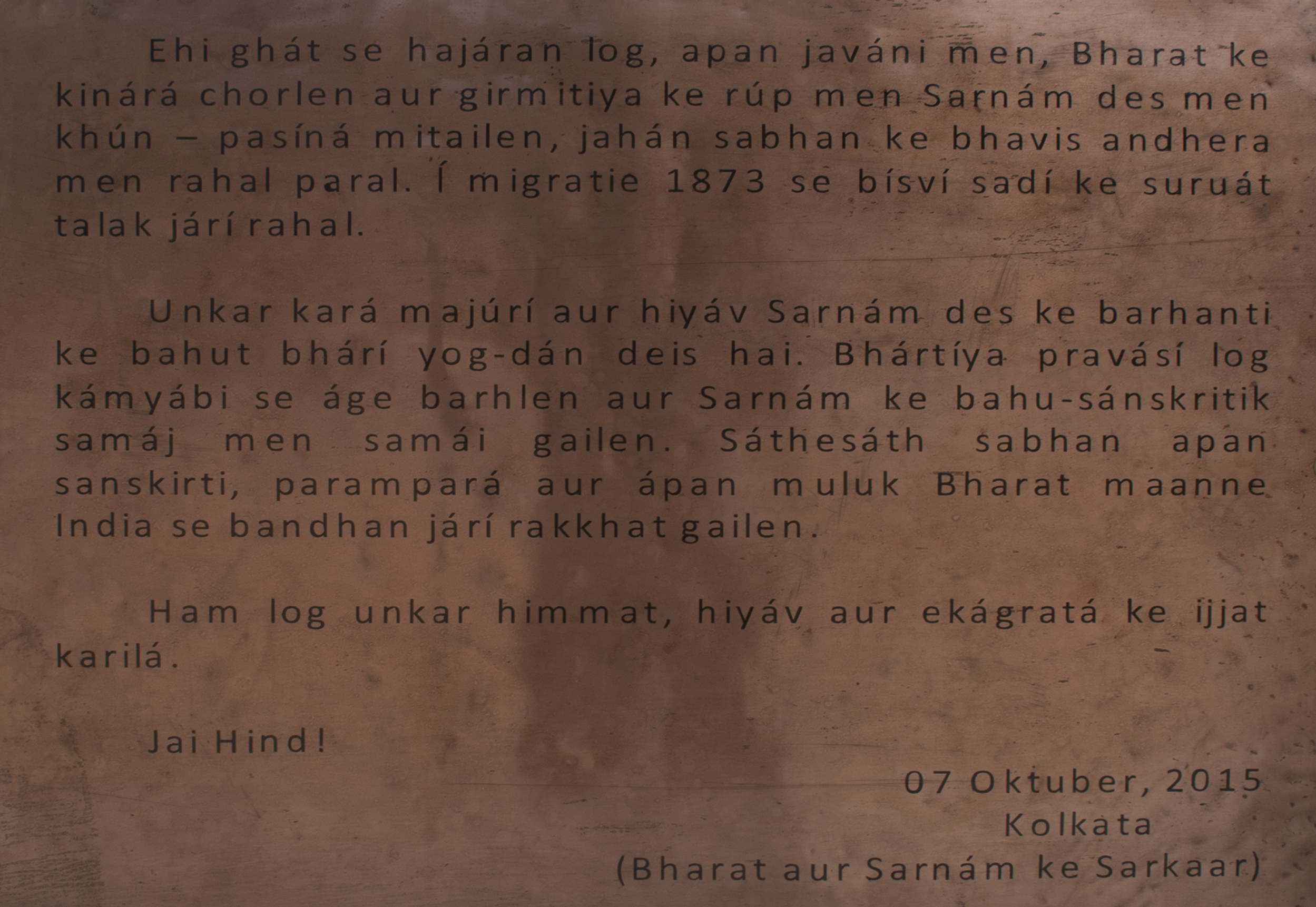
Placa en hindustaní sarnamí (alfabeto romano) en el Surinam Memorial, Garden Reach, Kolkata, Bengala Occidental, India

El sarnamí o sarnamí hindoestaní o hindustaní sarnamí, que significa hindustaní surinamés, es la tercera lengua más hablada en Surinam después del neerlandés y el sranan tongo (las dos lenguas francas). Se desarrolló como una fusión de los idiomas bihari e hindi oriental, específicamente el bhoshpuri, el awadhi y, en menor grado, el magahi. La mayoría de los académicos están de acuerdo en que bhoshpuri es el principal contribuyente en la formación del sarnamí. Es hablado principalmente por y dentro de la comunidad indo-surinamesa de Surinam (aproximadamente el 27% de la población) y, por lo tanto, no se considera una tercera lengua franca. Si bien el sarnamí es principalmente una lengua de comunicación cotidiana informal, la lengua tradicional de prestigio de la comunidad es el hindi-urdu estándar en cualquiera de sus variantes literarias: hindi (hindi estándar moderno) para los hindúes y urdu para los musulmanes, similar a como se usan informalmente el patois jamaiquino y el inglés estándar jamaiquino mientras que el inglés de la reina se considera más prestigioso. Baithak Gana es el género musical más famoso cantado en hindustaní sarnamí.

### Hindustaní nickeriano-berbiciano
El hindustaní nickeriano-berbiciano, también llamado sarnamí nickeriano o hindustaní berbiciano, es un dialecto único del hindustaní-bhospuri sarnamí y guyanés que se desarrolló en el distrito de Nickerie en Surinam y el vecino condado de Berbice (actualmente Berbice Oriental-Corentyne) en Guyana durante la época colonial a finales del siglo XIX hasta comienzos del siglo XX. Si bien Nickerie (Surinam) y Berbice (Guyana) se encuentran en diferentes países separados por el río Corentín, los grupos de descendientes de trabajadores indios no abonados que se asentaron en ambas áreas existieron como una sola comunidad india y el matrimonio entre indios de Nickerie e indios de Berbice y viceversa ocurría con frecuencia. La diferencia en la historia independiente colonial y poscolonial en los dos distritos llevó a los indios de Nickerie en Surinam a poder preservar el dialecto, mientras que en cambio en Berbice se extinguió en gran medida. Con todo, muchas palabras y frases del dialecto se incorporaron en el criollo inglés guyanés de Berbice. Actualmente, los hablantes restantes de hindustaní guyanés son en su mayoría hablantes del dialecto nickeriano-berbiciano debido a la afluencia de nickerianos en Berbice. El hindustaní nickeriano-berbiciano es en su mayoría mutuamente inteligible con el sarnamí que es hablado en el resto de Surinam, aunque incluye muchas palabras del criollo inglés guyanés, el inglés y el neerlandés criollo de Berbice. El hindustaní nickeriano-berbiciano también es mutuamente inteligible con el hindustaní guyanés que se habla en el resto de Guyana. No obstante, a diferencia de Surinam, los indios en Guyana han adoptado en su mayoría el criollo guyanés como primer idioma y es hablado principalmente por personas ancianas, sacerdotes hindúes e inmigrantes de Surinam.

## Esfuerzos de investigación y promoción
Las primeras investigaciones sobre la lengua han sido realizadas por Motilall Rajvanshi Marhe en Surinam, Peggy Mohan y Kumar Mahabir en Trinidad y Tobago y Surendra Kumar Gambhir en Guyana. Intentos de preservar la lengua son llevados a cabo por la Caribbean Hindustani Inc., empresa liderada por Visham Bhimull, por Sarnami Bol Inc., liderada por Rajsingh Ramanjulu en Surinam, por Karen Dass en Trinidad y Tobago y por Harry Hergash en Canadá, originario de Guyana.